# 이영근 (1919년)
이영근(李榮根, 1919년 ~ 1990년 5월 14일)은 건국준비위원회와 진보당에서 활동했던 재일교포 언론인이다.
조봉암의 비서로써 조봉암이 농림부 장관으로 입각할 당시 농림부 과장으로 일한 경력이 있으며, 1959년 조봉암이 사형당하자 일본으로 밀항해 반 이승만 성향의 일간지 《통일조선신문》을 창간했다. 이 과정에서 조봉암 구명운동에 나섰던 조용수와 친분을 맺고, 4.19 혁명 이 후 범진보진영을 결집하는 매개체로 언론을 꼽으면서 조용수의 민족일보 창간에 자금을 지원하고, 송지영과 양호민을 논설위원으로 영입하는 데 도움을 준다.
조용수의 사형 당시 혁명재판소에 의해 "북한의 고정간첩"으로 묘사되던 그는 1990년 노환으로 사망한 뒤 노태우 당시 대통령으로부터 그에게 "교포들에게 반공 의식을 고취시켰다"는 이유로 무궁화 훈장을 추서받았다. 이 때문에 몇몇 역사가들은 조용수의 사형이 광복 이 후 남로당 전력이 있었던 박정희가 자신의 용공 전력을 물타기하기 위해 저지른 헌법살인극이라고 주장한다.